# Kabinett Widodo I

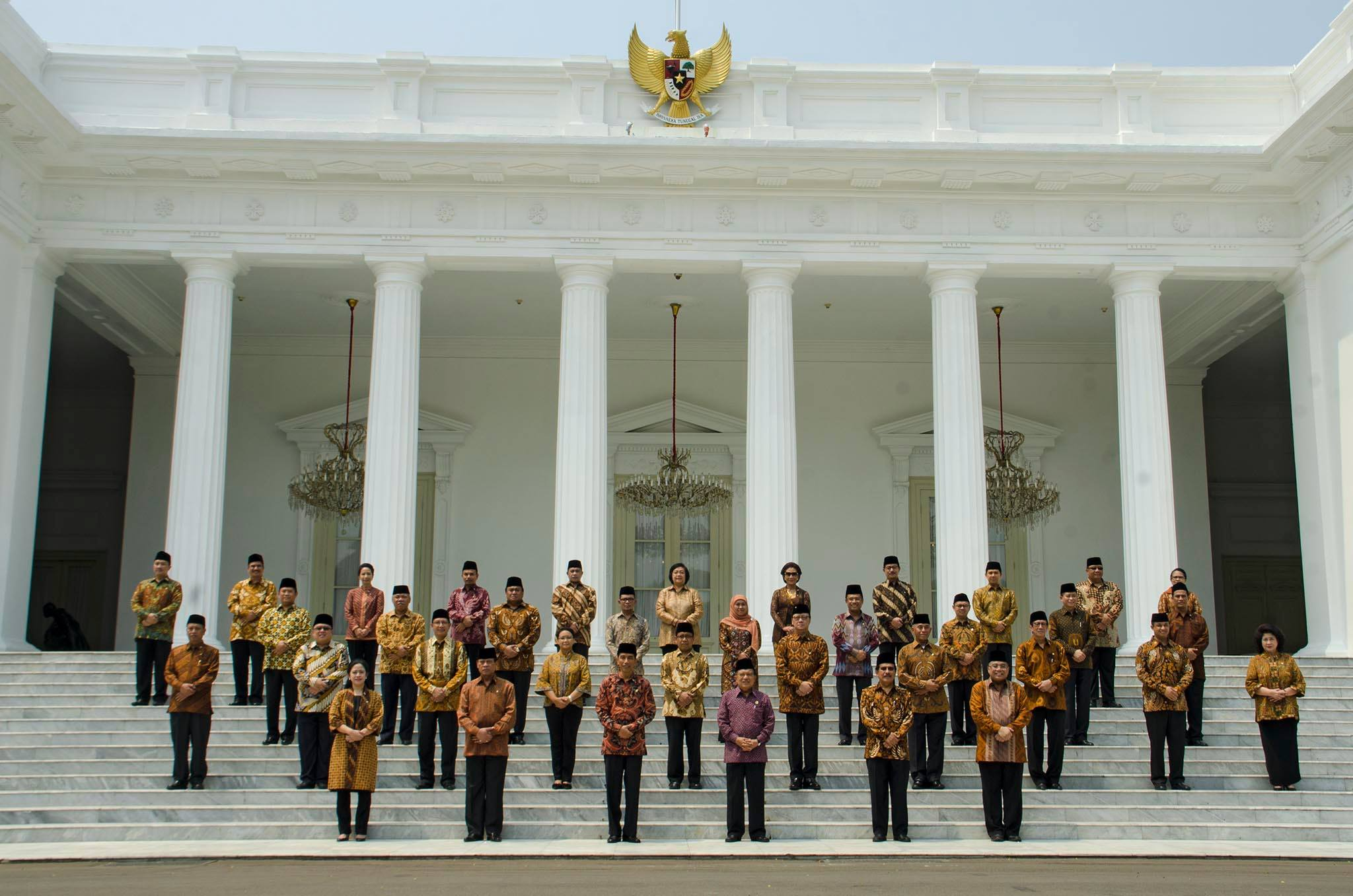
Gruppenbild des Kabinetts (2014)

Das Arbeitskabinett bildete von 2014 bis 2019 die Regierung von Indonesien. Es löste das seit 2009 amtierende Zweite Vereinigte Kabinett Indonesien ab und wurde 2019 vom Fortgeschrittenen indonesischen Kabinett abgelöst.

## Kabinettsmitglieder

### Präsident und Vizepräsident
| Amt             | Foto | Name        |
| --------------- | ---- | ----------- |
| Staatspräsident |      | Joko Widodo |
| Vizepräsident   |      | Jusuf Kalla |

### Koordinierende Minister
| Amt                                                             | Foto | Name                            | Amtszeit                             | Partei    |
| --------------------------------------------------------------- | ---- | ------------------------------- | ------------------------------------ | --------- |
| Koordinierender Minister für Politik, Recht und Sicherheit      |      | Tedjo Edhy Purdijatno           | 27. Oktober 2014 bis 12. August 2015 | Nasdem    |
| Koordinierender Minister für Politik, Recht und Sicherheit      |      | Luhut Binsar Pandjaitan         | 12. August 2015 bis 27. Juli 2016    | Golkar    |
| Koordinierender Minister für Politik, Recht und Sicherheit      |      | Wiranto                         | 27. Juli 2016 bis 20. Oktober 2019   | Hanura    |
| Koordinierender Minister für wirtschaftliche Entwicklung        |      | Sofyan Djalil                   | 27. Oktober 2014 bis 12. August 2015 | Parteilos |
| Koordinierender Minister für wirtschaftliche Entwicklung        |      | Darmin Nasution                 | 12. August 2015 bis 20. Oktober 2019 | Parteilos |
| Koordinierender Minister für maritime Angelegenheiten           |      | Indroyono Soesilo               | 27. Oktober 2014 bis 12. August 2015 | Parteilos |
| Koordinierender Minister für maritime Angelegenheiten           |      | Rizal Ramli                     | 12. August 2015 bis 27. Juli 2016    | Parteilos |
| Koordinierender Minister für maritime Angelegenheiten           |      | Luhut Binsar Pandjaitan         | 27. Juli 2016 bis 20. Oktober 2019   | Golkar    |
| Koordinierender Minister für menschliche Entwicklung und Kultur |      | Puan Maharani                   | 27 Oktober 20. 4 bis 1. Oktober 2019 | PDI-P     |
| Koordinierender Minister für menschliche Entwicklung und Kultur |      | Darmin Nasution (kommissarisch) | 1. Oktober 2019 bis 20. Oktober 2019 | Parteilos |

### Minister
| Amt                                                                                                | Foto | Name                                    | Amtszeit                                | Partei    |
| -------------------------------------------------------------------------------------------------- | ---- | --------------------------------------- | --------------------------------------- | --------- |
| Minister im Staatssekretariat                                                                      |      | Pratikno                                | 27. Oktober 2014 bis 20. Oktober 2019   | Parteilos |
| Innenminister                                                                                      |      | Tjahjo Kumolo                           | 27. Oktober 2014 bis 20. Oktober 2019   | PDI-P     |
| Außenministerin                                                                                    |      | Retno Marsudi                           | 27. Oktober 2014 bis 20. Oktober 2019   | Parteilos |
| Verteidigungsminister                                                                              |      | Ryamizard Ryacudu                       | 27. Oktober 2014 bis 20. Oktober 2019   | Parteilos |
| Minister für Recht und Menschenrechte                                                              |      | Yasonna Laoly                           | 27. Oktober 2014 bis 30. September 2019 | PDI-P     |
| Minister für Recht und Menschenrechte                                                              |      | Tjahjo Kumolo (kommissarisch)           | 1. Oktober 2019 bis 20. Oktober 2019    | PDI-P     |
| Finanzminister                                                                                     |      | Bambang Brodjonegoro                    | 27. Oktober 2014 bis 27. Juli 2016      | Parteilos |
| Finanzminister                                                                                     |      | Sri Mulyani                             | 27. Juli 2016 bis 20. Oktober 2019      | Parteilos |
| Minister für Energie und Bodenschätze                                                              |      | Sudirman Said                           | 27. Oktober 2014 bis 27. Juli 2016      | Parteilos |
| Minister für Energie und Bodenschätze                                                              |      | Arcandra Tahar                          | 27. Juli 2016 bis 15. August 2016       | Parteilos |
| Minister für Energie und Bodenschätze                                                              |      | Luhut Binsar Pandjaitan (kommissarisch) | 15. August 2016 bis 14. Oktober 2016    | Golkar    |
| Minister für Energie und Bodenschätze                                                              |      | Ignasius Jonan                          | 14. Oktober 2016 bis 20. Oktober 2019   | Parteilos |
| Industrieminister                                                                                  |      | Saleh Husin                             | 27. Oktober 2014 bis 27. Juli 2016      | Hanura    |
| Industrieminister                                                                                  |      | Airlangga Hartarto                      | 27. Juli 2016 bis 20. Oktober 2019      | Golkar    |
| Handelsminister                                                                                    |      | Rachmad Gobel                           | 27. Oktober 2014 bis 12. August 2015    | Parteilos |
| Handelsminister                                                                                    |      | Thomas Lembong                          | 12. August 2015 bis 27. Juli 2016       | Parteilos |
| Handelsminister                                                                                    |      | Enggartiasto Lukita                     | 27. Juli 2016 bis 20. Oktober 2019      | Nasdem    |
| Landwirtschaftsminister                                                                            |      | Amran Sulaiman                          | 27. Oktober 2014 bis 20. Oktober 2019   | Parteilos |
| Ministerin für Umwelt und Forstwirtschaft                                                          |      | Siti Nurbaya Bakar                      | 27. Oktober 2014 bis 20. Oktober 2019   | Nasdem    |
| Verkehrsminister                                                                                   |      | Ignasius Jonan                          | 27. Oktober 2014 bis 27. Juli 2016      | Parteilos |
| Verkehrsminister                                                                                   |      | Budi Karya Sumadi                       | 27. Juli 2016 bis 20. Oktober 2019      | Parteilos |
| Ministerin für maritime Angelegenheiten und Fischerei                                              |      | Susi Pudjiastuti                        | 27. Oktober 2014 bis 20. Oktober 2019   | Parteilos |
| Arbeitsminister                                                                                    |      | Muhammad Hanif Dhakiri                  | 27. Oktober 2014 bis 20. Oktober 2019   | PKB       |
| Minister für öffentliche Arbeiten und öffentlichen Wohnungsbau                                     |      | Basuki Hadimuljono                      | 27. Oktober 2014 bis 20. Oktober 2019   | Parteilos |
| Gesundheitsministerin                                                                              |      | Nila Moeloek                            | 27. Oktober 2014 bis 20. Oktober 2019   | Parteilos |
| Minister für Bildung und Kultur                                                                    |      | Anies Baswedan                          | 27. Oktober 2014 bis 27. Juli 2016      | Parteilos |
| Minister für Bildung und Kultur                                                                    |      | Muhadjir Effendy                        | 27. Juli 2016 bis 20. Oktober 2019      | Parteilos |
| Minister für Agrarangelegenheiten und Raumplanung                                                  |      | Ferry Mursyidan Baldan                  | 27. Oktober 2014 bis 27. Juli 2016      | Nasdem    |
| Minister für Agrarangelegenheiten und Raumplanung                                                  |      | Sofyan Djalil                           | 27. Juli 2016 bis 20. Oktober 2019      | Parteilos |
| Minister für soziale Angelegenheiten                                                               |      | Khofifah Indar Parawansa                | 27. Oktober 2014 bis 17. Januar 2018    | PKB       |
| Minister für soziale Angelegenheiten                                                               |      | Idrus Marham                            | 17. Januar 2018 bis 24. August 2018     | Golkar    |
| Minister für soziale Angelegenheiten                                                               |      | Agus Gumiwang Kartasasmita              | 24. August 2018 bis 20. Oktober 2019    | Golkar    |
| Minister für religiöse Angelegenheiten                                                             |      | Lukman Hakim Saifuddin                  | 27. Oktober 2014 bis 20. Oktober 2019   | PPP       |
| Minister für Kommunikation und Informationstechnologie                                             |      | Rudiantara                              | 27. Oktober 2014 bis 20. Oktober 2019   | Parteilos |
| Minister für Forschung, Weiterbildung und Technologie                                              |      | Mohamad Nasir                           | 27. Oktober 2014 bis 20. Oktober 2019   | Parteilos |
| Minister für Genossenschaften und kleine und mittlere Unternehmen                                  |      | Anak Agung Gede Ngurah Puspayoga        | 27. Oktober 2014 bis 20. Oktober 2019   | PDI-P     |
| Ministerin für Frauenförderung und Kinderschutz                                                    |      | Yohana Yembise                          | 27. Oktober 2014 bis 20. Oktober 2019   | Parteilos |
| Minister für Verwaltung und bürokratische Reform                                                   |      | Yuddy Chrisnandi                        | 27. Oktober 2014 bis 27. Juli 2016      | Hanura    |
| Minister für Verwaltung und bürokratische Reform                                                   |      | Asman Abnur                             | 27. Juli 2016 bis 15. August 2018       | PAN       |
| Minister für Verwaltung und bürokratische Reform                                                   |      | Syafruddin                              | 15. August 2018 bis 20. Oktober 2019    | Parteilos |
| Minister für Dörfer, Entwicklung benachteiligter Regionen und Transmigration                       |      | Marwan Jafar                            | 27. Oktober 2014 bis 27. Juli 2016      | PKB       |
| Minister für Dörfer, Entwicklung benachteiligter Regionen und Transmigration                       |      | Eko Putro Sandjojo                      | 27. Juli 2016 bis 20. Oktober 2019      | PKB       |
| Minister für nationale Entwicklungsplanung (Leiter der Nationalen Agentur für Entwicklungsplanung) |      | Andrinof Chaniago                       | 27. Oktober 2014 bis 12. August 2015    | Parteilos |
| Minister für nationale Entwicklungsplanung (Leiter der Nationalen Agentur für Entwicklungsplanung) |      | Sofyan Djalil                           | 12. August 2015 bis 27. Juli 2016       | Parteilos |
| Minister für nationale Entwicklungsplanung (Leiter der Nationalen Agentur für Entwicklungsplanung) |      | Bambang Brodjonegoro                    | 27. Juli 2016 bis 20. Oktober 2019      | Parteilos |
| Ministerin für Staatsunternehmen                                                                   |      | Rini Soemarno                           | 27. Oktober 2014 bis 20. Oktober 2019   | Parteilos |
| Minister für Tourismus                                                                             |      | Arief Yahya                             | 27. Oktober 2014 bis 20. Oktober 2019   | Parteilos |
| Minister für Jugend und Sport                                                                      |      | Imam Nahrawi                            | 27. Oktober 2014 bis 19. September 2019 | PKB       |
| Minister für Jugend und Sport                                                                      |      | Hanif Dhakiri (kommissarisch)           | 20. September 2019 bis 20. Oktober 2019 | PKB       |

### Stellvertretende Minister
| Amt                                                     | Foto | Name                        | Amtszeit                              | Partei    |
| ------------------------------------------------------- | ---- | --------------------------- | ------------------------------------- | --------- |
| Stellvertretender Finanzminister                        |      | Mardiasmo                   | 27. Oktober 2014 bis 20. Oktober 2019 | Parteilos |
| Stellvertretender Außenminister                         |      | Abdurrahman Mohammad Fachir | 27. Oktober 2014 bis 20. Oktober 2019 | Parteilos |
| Stellvertretender Minister für Energie und Bodenschätze |      | Arcandra Tahar              | 14. Oktober 2016 bis 20. Oktober 2019 | Parteilos |

### Weitere Kabinettsmitglieder
| Amt                      | Foto | Name                    | Amtszeit                              | Partei    |
| ------------------------ | ---- | ----------------------- | ------------------------------------- | --------- |
| Kabinettssekretär        |      | Andi Widjajanto         | 3. November 2014 bis 12. August 2015  | Parteilos |
| Kabinettssekretär        |      | Pramono Anung           | 12. August 2015 bis 20. Oktober 2019  | PDI-P     |
| Chef des Präsidialstabes |      | Luhut Binsar Pandjaitan | 31. Dezember 2014 bis 12. August 2015 | Golkar    |
| Chef des Präsidialstabes |      | Teten Masduki           | 2. September 2015 bis 17. Januar 2018 | Parteilos |
| Chef des Präsidialstabes |      | Moeldoko                | 17. Januar 2018 bis 20. Oktober 2019  | Hanura    |